# اندی لائو
اندی لائو (انگلیسی: Andy Lau؛ زادهٔ ۲۷ سپتامبر ۱۹۶۱) بازیگر، تهیه‌کننده فیلم، مجری و خواننده اهل هنگ کنگ است.
از فیلم‌ها یا برنامه‌های تلویزیونی که وی در آن نقش داشته است، می‌توان به آخر بازی، خانه خنجرهای پران، اربابان جنگ، استاد مست ۲، ماجراجویان، آشپزخانه جادویی و شائولین اشاره کرد.